# Jacques Brunhes
Pour les articles homonymes, voir Brunhes.
Jacques Brunhes, né le 7 octobre 1934 à Paris et mort dans la même ville le 30 septembre 2020, est un homme politique français.
Membre du Parti communiste français, il a été député des Hauts-de-Seine, conseiller régional d'Île-de-France, conseiller général du canton de Gennevilliers-Nord, maire de Gennevilliers et secrétaire d'État au tourisme dans le gouvernement de Lionel Jospin.

## Biographie

### Origines et formation
Jacques Brunhes est le fils d'un chauffeur de taxi  et d’une mère sans profession. Après une formation à l'École normale d'instituteurs d’Auteuil, il obtient un poste d'instituteur dans une école du 18e arrondissement de Paris.
En 1962, il est nommé professeur de lettres-histoire-géographie dans un collège de Villeneuve-la-Garenne.

### Parcours politique
Adhérant au Parti communiste français à partir de 1953, il s'investit particulièrement sur les questions relatives à l'éducation et devient secrétaire de rédaction de L'École et la Nation. Membre de la section communiste de Gennevilliers, il entre au comité fédéral Seine-Ouest, puis au bureau fédéral du PCF. Il y devient le responsable de l’activité sur les questions laïques et en direction des enseignants.
Il est élu député des Hauts-de-Seine de 1978 à 1986 ainsi que de 1988 à 1993 puis réélu député de la 1re circonscription des Hauts-de-Seine pour la XIIe législature (2002-2007) dans le groupe communiste dont il assure la vice-présidence de 1981 à 1986 puis à partir de 1988.
Durant ses mandatures, il est secrétaire de l'Assemblée (1979-1986, 2002-2007), vice-président (1993-1994), questeur (1997-1998, premier questeur communiste depuis 1947). Il est vice-président de la Commission des Affaires culturelles, familiales et sociales de 1981 à 1986, membre de la Commission des lois de 1988 à 2002, puis de la Commission de la Défense nationale et des forces armées.
En outre, il préside, dès sa formation en 1981, le groupe d’amitiés avec le Vietnam, puis le groupe d’amitiés France-Cambodge. Sous la XIIe législature, il est membre du groupe d'études sur la question du Tibet.
Dans le même temps, il est élu conseiller municipal de Gennevilliers en 1983 et conseiller général des Hauts-de-Seine en 1985, avant d'occuper la fonction de maire de Gennevilliers de 1987 à 2001.
De 2001 à 2002, Jacques Brunhes est secrétaire d'État au Tourisme auprès du ministre de l'Équipement, des Transports et du Logement.
En 2004, il est l'un des cinq députés communistes à avoir voté la loi sur les signes religieux dans les écoles publiques françaises, quatorze votant contre.

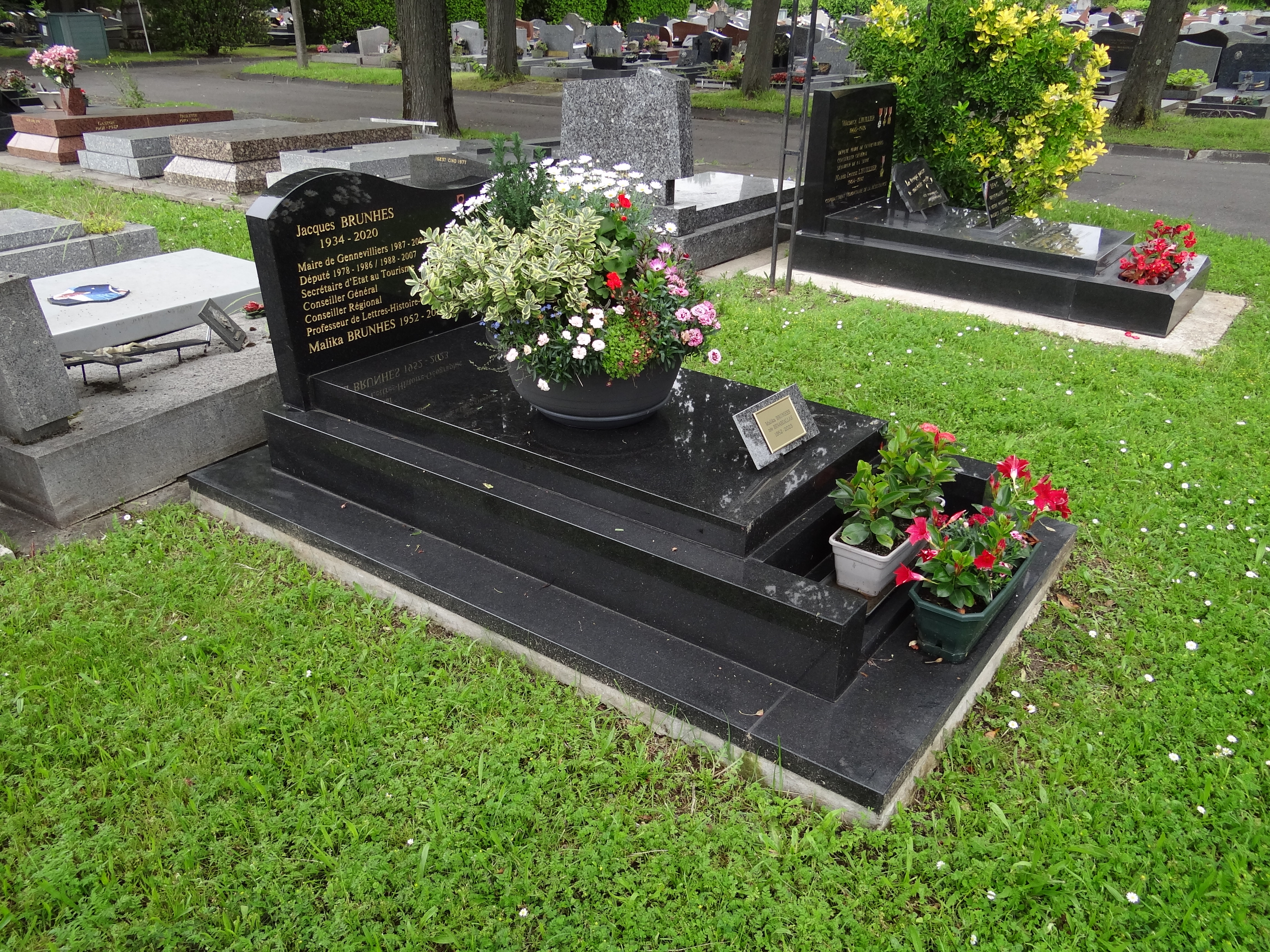
La tombe de Jacques Brunhes au cimetière de Gennevilliers (Hauts-de-Seine).

Il meurt le 30 septembre 2020 à l'âge de 85 ans,.

## Distinctions
.  Chevalier de la Légion d'honneur en 2008. Il choisit Anicet Le Pors pour parrain.